# Antonio Scilipoti
Antonio Scilipoti (Milazzo, 6 gennaio 1955) è un ex pallavolista italiano.

## Carriera
Schiacciatore, vinse lo scudetto 1977-78 con la Paoletti Catania.
Con la Nazionale partecipò ai campionati mondiali di Roma del 1978 in cui la squadra azzurra vinse la medaglia d'argento.

## Palmarès

### Club
- Campionato italiano: 1

Pallavolo Catania: 1977-1978

### Nazionale
- Campionato mondiale di pallavolo maschile:

 1978